# Lê Phi Phi
Lê Phi Phi (sinh năm 1967 hoặc 1968; tên khác là Le Fifi) là một nhạc trưởng người Việt Nam. Lê Phi Phi một trong những nghệ sĩ âm nhạc cổ điển Việt Nam thành danh ở châu Âu.
Lê Phi Phi là con trai của nhạc sĩ Hoàng Vân. Ông từng tốt nghiệp chuyên ngành piano và chuyên ngành chỉ huy âm nhạc tại Nhạc viện Hà Nội năm 1986, sau đó tiếp tục theo học ở Nhạc viện Tchaikovsky. Sau khi tốt nghiệp, ông làm nhạc trưởng thường trực của Dàn nhạc Macedonia và là giáo sư của Trung tâm Nhạc vũ kịch "Ilija Nikolovski-Luj" tại Macedonia. Từ năm 1995, Lê Phi Phi bắt đầu về Việt Nam thực hiện nhiều chương trình hòa nhạc. Tuy sống và làm việc ở Macedonia nhưng nhiều năm qua, Lê Phi Phi luôn trở về Việt Nam để tham gia chương trình hòa nhạc "Điều còn mãi" do báo VietNamNet tổ chức vào ngày 2 tháng 9 hàng năm. Hiện nay, ông tham gia giảng dạy ở Học viện Âm nhạc Quốc gia Macedonia, hợp tác làm chương trình với các dàn nhạc, nhà hát tại Macedonia và các quốc gia khác.
Lê Phi Phi được xem là người đóng vai trò nhạc trưởng có sự gắn bó và cống hiến cho nền âm nhạc cổ điển tại Việt Nam, đồng thời còn là một trong số ít nhạc trưởng Việt Nam đã và đang đảm trách vị trí nhạc trưởng của nhiều dàn nhạc giao hưởng tầm cỡ quốc tế.

## Thân thế
Lê Phi Phi sinh năm 1967 hoặc 1968. Ông là con trai út của nhạc sĩ Hoàng Vân và bác sĩ Lê Thị Ngọc Anh. Chị gái hơn ông 3 tuổi là tiến sĩ âm nhạc Lê Y Linh. Lê Phi Phi trải qua thời thơ ấu tại một căn nhà trên phố Hàng Thùng, cũng là nhà của ông nội và là nơi cha ông được sinh ra. Trong kỳ thi tốt nghiệp tại trường Trung học cơ sở Trưng Vương, ông là một trong số các thủ khoa.
Khi bắt đầu được học âm nhạc, ông học đàn piano. Sau khi học hết sơ cấp, ông thi vào chuyên ngành Lý luận hệ trung cấp của Nhạc viện Hà Nội. Tuy vậy, trong những năm học trung cấp, cha ông và các giảng viên trong trường nhận thấy Lê Phi Phi nên theo học chuyên ngành chỉ huy nhằm phù hợp với con người và tính cách hơn. Vì vậy, ông quyết định chọn ngành chỉ huy dàn nhạc.

## Sự nghiệp
Lê Phi Phi tốt nghiệp khoa piano và chỉ huy tại Nhạc viện Hà Nội năm 1986, sau đó tiếp tục theo học ở Nhạc viện Tchaikovsky dưới sự giảng dạy của giáo sư Leonid Vladimirovich Nikolaev. Sau khi tốt nghiệp, ông làm nhạc trưởng thường trực của Dàn nhạc Macedonia và là giáo sư của Trung tâm Nhạc vũ kịch "Ilija Nikolovski-Luj" tại Macedonia.
Từ năm 1995, Lê Phi Phi bắt đầu về Việt Nam thực hiện nhiều chương trình hòa nhạc. Ông đóng vai trò là cầu nối giữa các nghệ sĩ Việt kiều với các đơn vị biểu diễn trong nước. Phi Phi thường xuyên hợp tác với các nghệ sĩ đáng chú ý tại Việt Nam như: Đặng Thái Sơn, Bích Trà, Bùi Công Duy, Thanh Lam, Hồng Nhung, Tùng Dương. Tháng 1 năm 2005, Lê Phi Phi được bầu chọn là một trong những kiều bào "Vinh danh nước Việt", một chương trình do Báo Điện tử Vietnamnet tổ chức. Sau khi trở về Việt Nam từ năm 2009, Lê Phi Phi hoạt động tích cực cùng các dàn nhạc lớn khắp Việt Nam như Dàn nhạc Giao hưởng quốc gia, dàn nhạc của Nhà hát Nhạc vũ kịch thành phố Hồ Chí Minh, Nhà hát Nhạc vũ kịch Việt Nam và Dàn nhạc Giao hưởng Hà Nội. Từ mùa diễn năm 2007 đến năm 2012, Lê Phi Phi được mời làm chỉ huy trưởng thường trực của Dàn nhạc giao hưởng thành phố Niš tại Serbia.
Đầu năm 2014, Lê Phi Phi chỉ huy đêm nhạc của hai nghệ sĩ vĩ cầm trẻ Macedonia là Eva Bogoevska và Vuchidolova trong đêm nhạc "Sounds from Macedonia" đánh dấu sự trở về của ông sau khoảng thời gian không ở trong nước. Tháng 8 cùng năm, trong khuôn khổ hòa nhạc "Giai điệu Thắp sáng niềm tin" với chủ đề Bản Tango mùa Thu tại Hà Nội và Thành phố Hồ Chí Minh, Lê Phi Phi cùng vợ là nghệ sĩ vĩ cầm Lidija Dobrevska tham gia chương trình với mục đích gây quỹ học bổng cho học sinh nghèo.
Tháng 8 năm 2015, Lê Phi Phi tiếp tục cùng vợ tham gia chương trình hòa nhạc định kỳ lần thứ 82 của Dàn nhạc giao hưởng quốc gia Việt Nam tại Nhà hát lớn Hà Nội. Cũng trong năm đó, khi nhạc sĩ Hoàng Vân lâm bệnh nặng, Lê Phi Phi đã về nước và ở bên cạnh chăm sóc cha mình. Tháng 8 năm 2016, lần đầu ông dựng lại ca khúc của cha mình "Quảng Bình quê ta ơi" theo phong cách nhạc giao hưởng trong đêm nhạc đầu tháng. Sau đó, Phi Phi tiếp tục tham gia chương trình Hòa nhạc đặc biệt cùng Dàn nhạc giao hưởng Hà Nội hướng đến lễ kỷ niệm 60 năm thành lập Học viện âm nhạc Quốc gia Việt Nam. Năm 2017, Lê Phi Phi phối hợp với ban thành lập Quỹ học bổng Thắp sáng niềm tin tổ chức buổi hòa nhạc đặc biệt lần thứ 3 với chủ đề "Giai điệu mùa hè" nhân dịp kỷ niệm 10 năm thành lập Quỹ.
Năm 2019, trong "Đêm nhạc Beethoven" do Nhà hát Giao hưởng nhạc vũ kịch Thành phố Hồ Chí Minh hợp tác với Hội Nạn nhân chất độc da cam/đioxin Việt Nam tổ chức biểu diễn, 2 tác phẩm chính trong đêm diễn này là bản Concerto tam tấu dành cho violin, cello và piano của nhà soạn nhạc Beethoven và Giao hưởng thơ "Thành đồng Tổ quốc" của Hoàng Vân. Năm 2021, trước diễn biến phức tạp của đại dịch Covid-19 nên Lê Phi Phi đã không về được Việt Nam để chỉ huy dàn nhạc. Tuy vậy, thông qua Internet, ông đã chỉ huy trực tuyến cùng nhạc trưởng Trần Vương Thạch ở thành phố Hồ Chí Minh với các nghệ sĩ không ở cùng một địa điểm trong chương trình "Chia sẻ để gần nhau hơn" phát trực tiếp tối ngày 27 tháng 6 năm 2021. Chương trình này đã thu hút hơn 10 triệu lượt xem. Đây cũng là buổi hòa nhạc quốc tế đầu tiên của Lê Phi Phi sau khi khỏi Covid-19.
Tháng 8 năm 2022, Lê Phi Phi trở về Việt Nam gặp mẹ và luyện tập cho các ca sĩ cùng Dàn nhạc giao hưởng Việt Nam để trình diễn trong chương trình "Điều còn mãi" sau 2 năm bị gián đoạn. Không chỉ là nhạc trưởng, chỉ huy suốt 2 giờ trong buổi trình diễn này, Lê Phi Phi còn tham gia vào ban cố vấn với các vai trò như lựa chọn tác phẩm, chọn nghệ sĩ tham gia chương trình, cách làm mới và thêm mục tiêu đưa âm nhạc giao hưởng đến gần với công chúng, nâng cao trình độ cảm thụ âm nhạc hàn lâm của người Việt.
Tuy sống và làm việc ở Macedonia nhưng nhiều năm qua, Lê Phi Phi luôn trở về Việt Nam để tham gia chương trình hòa nhạc "Điều còn mãi" do báo VietNamNet tổ chức vào ngày 2 tháng 9 hàng năm, đồng thời tên tuổi của ông cũng gắn liền với sự kiện hòa nhạc thường niên này. Hiện nay, ông tham giảng dạy ở Học viện Âm nhạc Quốc gia Macedonia, hợp tác làm chương trình với các dàn nhạc, nhà hát tại Macedonia và các quốc gia khác. Tại Học viện âm nhạc và múa quốc gia Ilia Nikolovski-Luj, Lê Phi Phi giảng dạy bộ môn dàn nhạc. Nếu có tiết dạy, ông sẽ đạp xe 4 km dọc bờ sông vào trung tâm thành phố hoặc đi bộ đến trường những hôm trời mưa, tuyết. Nếu không có giờ lên lớp, ông sẽ chuẩn bị cho các đêm diễn ở Bắc Macedonia hoặc các quốc gia khác.

## Đời tư
Lê Phi Phi định cư tại Bắc Macedonia. Năm 2012, ông từng tiết lộ có thể sẽ quay lại Việt Nam để định cư. Vợ ông, nghệ sĩ vĩ cầm Lidja Dobrevska là một thành viên của Dàn nhạc giao hưởng quốc gia Macedonia, từng biểu diễn với nhiều dàn nhạc giao hưởng, thính phòng tại Nga, Hy Lạp, Pháp, Đức, Ý... Bà từng tham gia các liên hoan âm nhạc thế giới nổi tiếng cũng như ngồi ở vị trí giám khảo trong các cuộc thi âm nhạc quốc tế. Lidja còn là thành viên của dàn nhạc dây Skopje solists và một số nhóm nhạc thính phòng khác. Dựa theo thông tin báo Vietnamnet đưa ra, Lê Phi Phi và Lidja quen nhau tại nhạc viện Tchaikovsky và cưới nhau vào khoảng năm 1992. Họ có một con trai tên Lê Adam Linh không theo nghề của bố mẹ. Nhạc trưởng Lê Phi Phi tiết lộ ông có sở thích mê chụp ảnh, thích hội hoạ, sưu tầm máy ảnh cổ. Trong đó, sở thích sưu tập xe đạp cổ cũng được Đài Tiếng nói Việt Nam phỏng vấn riêng.
Trong năm đầu tiên mà nhạc sĩ Hoàng Vân qua đời, gia đình Hoàng Vân đã lấy ngày sinh nhật của ông để khởi công, xây dựng mộ. Lê Phi Phi tiến hành làm mẫu bia mộ và thỏa thuận những điều kiện cần thiết bên cạnh việc chuẩn bị. Trước đó, Lê Phi Phi và gia đình ông cũng đã hoàn thiện và cập nhật các bài viết, bài hát của nhạc sĩ Hoàng Vân trên trang web riêng. Ngoài ra, ông và chị gái Lê Y Linh còn tiến hành lưu giữ tất cả những dữ liệu, thông tin về sự nghiệp âm nhạc cũng như đời sống của ông, đồng thời tiếp tục sưu tầm, biên tập lại những tác phẩm mà Hoàng Vân đã sáng tác. Số lượng các ca khúc mà Hoàng Vân đã sáng tác, gia đình của nhạc sĩ đã hệ thống được hơn 600 bài và có thể nhiều hơn. Tính tới năm 2022, con số này đã lên tới 700 tác phẩm.

### Sức khỏe
Tháng 4 năm 2021, Lê Phi Phi cho biết gia đình ông đã bị mắc Covid-19 và được điều trị tại Bệnh viện bệnh truyền nhiễm thuộc Đại học Saints Cyril và Methodius tại thành phố Skopje. Bác sĩ thông báo rằng ông là người bị nặng nhất trong gia đình khi sốt cao nhiều ngày và dấu hiệu của viêm phổi. Ông đã sụt 10 kg trong thời gian điều trị. Sau đó không lâu, Lê Phi Phi thông báo sức khỏe của ông đã ổn định, tiến triển tốt sau 20 ngày điều trị. Tuy vậy thời điểm sau Covid-19, sức khỏe của ông rất yếu và mất đến 3 tháng tập luyện để hồi phục.

## Nhận định
Theo báo Thể thao và Văn hóa, Lê Phi Phi một trong những nghệ sĩ âm nhạc cổ điển Việt thành danh ở châu Âu. Ông cũng là vị nhạc trưởng có sự gắn bó và cống hiến cho nền âm nhạc cổ điển tại Việt Nam. Lê Phi Phi còn là một trong số ít nhạc trưởng Việt Nam đã và đang đảm trách vị trí nhạc trưởng của nhiều dàn nhạc giao hưởng có đẳng cấp tầm cỡ quốc tế. Nữ nhà báo Trần Thị Trường cho biết người dân Macedonia "thường tỏ sự tôn kính vị nhạc trưởng" của dàn nhạc thành phố khi gặp Lê Phi Phi. Bà cũng chỉ ra rằng sự thành công của Lê Phi Phi trong vai trò nhạc trưởng là nằm ở "tài năng, ngưỡng cảm thụ, mỹ cảm, lòng tận tụy và sự chuyên nghiệp". Tờ RFI tiếng Việt còn gọi Lê Phi Phi là "người se duyên cho âm nhạc Việt – Âu".

### Ảnh hưởng từ Hoàng Vân
Lê Phi Phi chịu ảnh hưởng từ người cha là nhạc sĩ Hoàng Vân. Ông cho rằng mình thừa hưởng tinh thần lãng mạn trong âm nhạc và sự nghiêm túc khi làm việc của Hoàng Vân. Phi Phi đã từng thừa nhận khi chỉ huy tác phẩm của bố mình, cảm xúc của ông có nhiều hơn các tác phẩm của nhạc sĩ khác. Nhạc trưởng này cũng cho biết lúc còn sống, cha ông luôn theo dõi và ủng hộ tinh thần con trai phát triển sự nghiệp ở nước ngoài một cách thầm lặng. Việc nhạc sĩ Hoàng Vân qua đời cũng đã để lại cho ông một "khoảng trống rất lớn" trong tâm hồn.